# Мусаабад (Харкан)
Мусаабад (перс. موسي اباد) — село в Ірані, у дегестані Альвір, у бахші Харкан, шахрестані Зарандіє остану Марказі. За даними перепису 2006 року, його населення становило 79 осіб, що проживали у складі 22 сімей.

## Клімат
Середня річна температура становить 12,25 °C, середня максимальна – 31,50 °C, а середня мінімальна – -9,60 °C. Середня річна кількість опадів – 256 мм.
| Клімат поселення                              | Клімат поселення | Клімат поселення | Клімат поселення | Клімат поселення | Клімат поселення | Клімат поселення | Клімат поселення | Клімат поселення | Клімат поселення | Клімат поселення | Клімат поселення | Клімат поселення | Клімат поселення |
| Показник                                      | Січ.             | Лют.             | Бер.             | Квіт.            | Трав.            | Черв.            | Лип.             | Серп.            | Вер.             | Жовт.            | Лист.            | Груд.            |                  |
| Середній максимум, °C                         | 6,86             | 8,46             | 13,15            | 19,92            | 24,53            | 30,08            | 31,50            | 30,78            | 26,36            | 20,13            | 13,41            | 7,43             |                  |
| Середня температура, °C                       | −1,37            | 0,24             | 4,93             | 11,70            | 16,31            | 21,85            | 25,45            | 24,74            | 20,31            | 14,08            | 7,37             | 1,39             |                  |
| Середній мінімум, °C                          | −9,6             | −7,99            | −3,3             | 3,47             | 8,07             | 13,62            | 19,42            | 18,70            | 14,28            | 8,04             | 1,34             | −4,64            |                  |
| Норма опадів, мм                              | 33               | 34               | 48               | 37               | 29               | 4                | 2                | 1                | 0                | 12               | 22               | 34               |                  |
| Середньомісячна швидкість вітру, м/с          | 1.62             | 2.00             | 3.17             | 3.30             | 2.87             | 2.60             | 2.74             | 2.51             | 2.30             | 2.20             | 1.90             | 1.33             |                  |
| Середньомісячна сонячна радіація, кДж/м²·день | 8733             | 11628            | 14098            | 17732            | 21812            | 26130            | 25939            | 23426            | 19810            | 14353            | 10541            | 8533             |                  |
| --------------------------------------------- | ---------------- | ---------------- | ---------------- | ---------------- | ---------------- | ---------------- | ---------------- | ---------------- | ---------------- | ---------------- | ---------------- | ---------------- | ---------------- |
| Джерело:                                      |                  |                  |                  |                  |                  |                  |                  |                  |                  |                  |                  |                  |                  |